# Caduveos

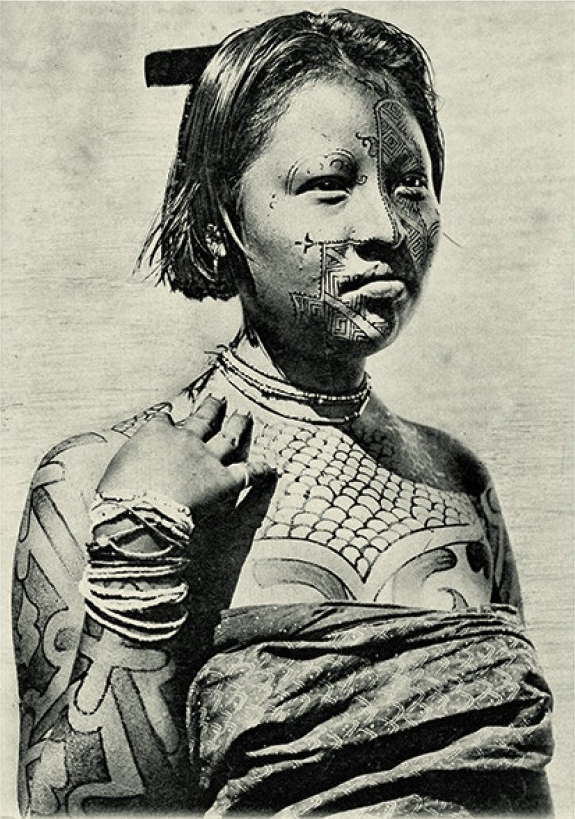
Femme caduveo (fin du XIXe siècle)

Les Caduveos sont une ethnie amérindienne vivant au sud du Brésil, dans l'État du Mato Grosso do Sul. Leur langue est le kadiwéu.

### Bibliographie

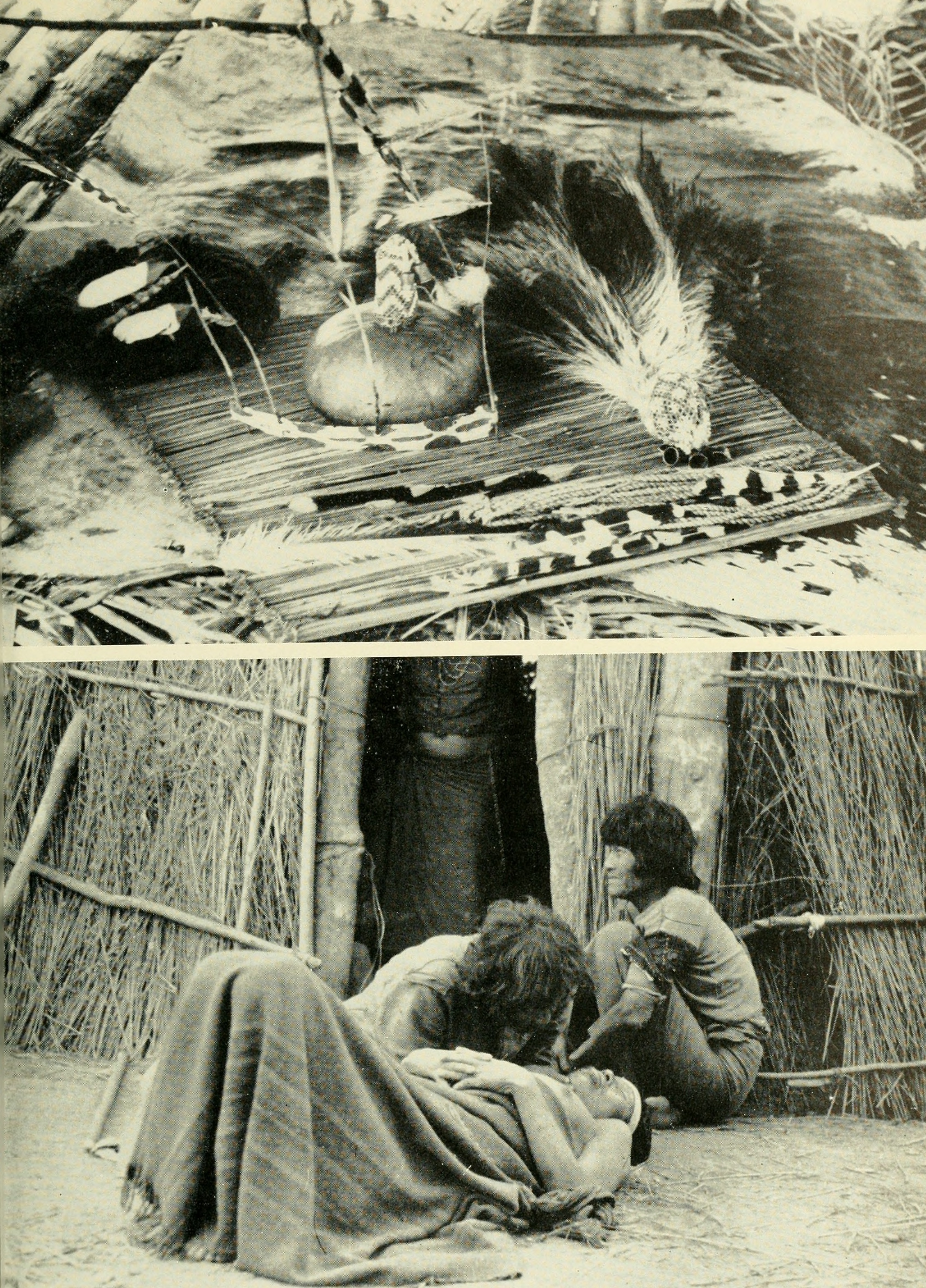
Photos d'indiens de la région du Gran Chaco vers 1901, collectées et proposées en 1946 par Claude Levi-Strauss et Alfred Métraux au Bulletin de la Smithsonian Institution. Bureau of American Ethnology. Traduction du texte d'accompagnement : "Planche 73 - Chamanisme dans le Chaco - En haut: la tenue et l'équipement du chaman Caduveo. (Courtesy Claude Levi-Strauss.) - En bas: Un chaman Pilagá souffle sur un malade. (Courtesy Alfred Métraux.)

### Source
- Aurélie Houbre, « Les peintures corporelles des Caduveos du Brésil vues par Claude Lévi-Strauss et la signification sociale des décors géométriques du Néolithique ancien centre-européen », Ktéma, no 35, 2010, p. 164-173